# سعد الجازوي
سعد الجازوي ممثل ليبي مواليد 1956 بنغازي متحصل على دبلوم من معهد ابن منظور للمعلمين أول عمل مسرحي له كان بمدرسة باب بن غشير ضمن النشاط المدرسي إلتحق في بدايته بالفرقة القومية وكان أول عمل له «العسل المر» قدم للمسرح: حلم الجيعانين - الينابيع - بشرى - وغيرها... قدم للمرئية: جمر السنين - السوس - كلمة حب - وغيرها كما اشتهر مع الفنان فتحي كحلول والفنانة زبيدة قاسم والفنانة مهيبة نجيب بتقديم المنوعة الرمضانية اللمة والشاهي واللوز... قدم العديد من الأغاني الاجتماعية ضمن المنوعات الرمضانية كما قدم أغنية للأطفال بعنوان (احنا صغار وانولو كبار) رفقة الفنان فتحي كحلول

## أعماله
1. دائرة الضوء - مسلسل 2011
2. اللمة والشاهي واللوز - منوعة رمضانية
3. السوس - مسلسل
4. العمارة - مسلسل
5. الهجيج - مسلسل
6. العسل المر - مسرحية
7. حلم الجيعانين - مسرحية
8. الينابيع - مسرحية
9. بشرى - مسرحية
10. جمر السنين - مسلسل
11. كلمة حب - مسلسل
12. احنا صغار وانول كبار - أغنية للأطفال دويتو مع فتحي كحلول
13. لكل الناس - مسلسل
14. السيرة العامرية - مسلسل
15. نهاية اللعبة - مسلسل

## وصلات خارجية
صفحة الفنان سعد الجازوي - موقع السينما